# Siegfried Galliner
Siegfried Julius Galliner (geboren 25. Januar 1875 in Zinten; gestorben 3. März 1960 in London) war zwischen 1914 und 1938 Rabbiner in Gelsenkirchen.

## Leben

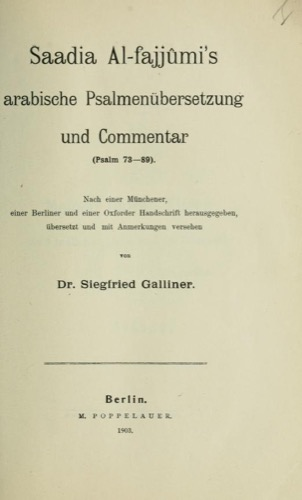
Dissertation zu Saadia Gaon (1903)

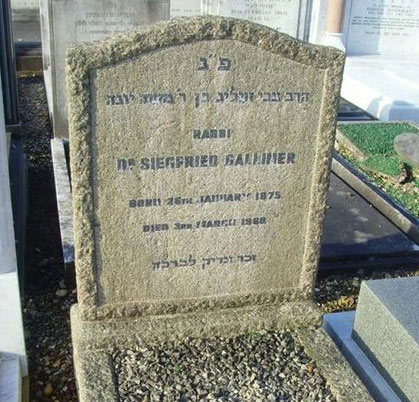
Grab

Siegfried Galliner wurde als Sohn des Königsberger Kantors Jonas Galliner geboren. Sein älterer Bruder Julius Galliner wurde später Rabbiner der Synagoge an der Fasanenstraße in Berlin, sein jüngerer Bruder Arthur Galliner ging an das Philanthropin nach Frankfurt am Main und wurde Kunstlehrer und -historiker.
Galliner besuchte zunächst das Friedrich-Wilhelms-Gymnasium in Posen und studierte am Rabbinerseminar zu Berlin und der Universität Berlin Philosophie, Sprachen und Literaturgeschichte. Für seine Dissertation „Saadia Al-fajjumi’s arabische Psalmenübersetzung und Commentar (Psalm 73-89)“ wurde er 1902 an der Universität Erlangen promoviert. Er erhielt die Semicha, als Rabbiner tätig zu werden, und unterrichtete in Berlin an der Schule der Gemeinde Adass Jisroel. Von 1904 war er zweiter Rabbiner in Beuthen, dem heutigen Bytom, in Schlesien.
Im Mai 1914 wurde er der erste Rabbiner der liberalen Synagogengemeinde von Gelsenkirchen. In diesem Jahr verlobte er sich auch mit seiner späteren Frau Rose (geborene Stern) aus Königshütte (Oberschlesien). In Gelsenkirchen begründete er unter anderem den Jüdischen Schülerbund - Chewras talmidim, um das Zusammengehörigkeitsgefühl der Schüler zu stärken. Für die Festschrift der Gemeinde verfasste er 1924 einen Aufsatz mit dem Titel „Die Bedeutung der jüdischen Theologie und ihre Gegenwartsaufgabe“.
Nach der Machtergreifung 1933 durch die Nationalsozialisten emigrierte Galliner am 28. April 1938 nach London. Dort erblindete er und starb 1960. Er wurde auf dem Friedhof der United Synagogue in Bushey (Hertfordshire) begraben.

## Belege
1. 1 2 3 4  Siegfried Galliner. In: Günter Birkmann, Hartmut Stratmann, Thomas Kohlpoth: Bedenke vor wem Du stehst. 300 Synagogen und ihre Geschichte in Westfalen und Lippe. Klartext-Verlag, Essen 1998, ISBN 3-88474-661-8.
2. ↑  Rabbiner Dr. M. Eschelbacher: Siegfried Galliner (Nachruf). In: Aufbau. 11. März 1960.
3. ↑  Siehe auch: Jüdisches Leben in Gelsenkirchen

| Personendaten    | Personendaten              |
| ---------------- | -------------------------- |
| NAME             | Galliner, Siegfried        |
| ALTERNATIVNAMEN  | Galliner, Siegfried Julius |
| KURZBESCHREIBUNG | deutscher Rabbiner         |
| GEBURTSDATUM     | 25. Januar 1875            |
| GEBURTSORT       | Zinten                     |
| STERBEDATUM      | 3. März 1960               |
| STERBEORT        | London                     |